# 伊尾木村
伊尾木村（いおきむら）は、高知県安芸郡にあった村。現在の安芸市伊尾木・下山にあたる。

## 地理
- 海洋：土佐湾
- 岬：大山岬
- 河川：伊尾木川、名村川

## 歴史
- 1889年（明治22年）4月1日 - 町村制の施行により、伊尾木村・下山村の区域をもって発足。
- 1954年（昭和29年）8月1日 - 安芸町・川北村・東川村・畑山村・井ノ口村・土居村・赤野村と合併して安芸市が発足。同日伊尾木村廃止。

## 交通

### 鉄道路線
現在は旧町域に土佐くろしお鉄道阿佐線の伊尾木駅・下山駅が所在するが、当時は未開業。